# William Hobson Mills
William Hobson Mills (6 luglio 1873 – 22 febbraio 1959) è stato un chimico britannico, membro della Royal Society.
Fu eletto membro della Royal Society nel 1923 e ricevette la Medaglia Davy nel 1933.

## Riconoscimenti
| Controllo di autorità | VIAF (EN) 7545025 · ISNI (EN) 0000 0000 7982 2728 · LCCN (EN) no2010100012 · GND (DE) 1057751561 · BNF (FR) cb135176318 (data) |